# Marika Rökk
Marika Rökk (3 de novembre de 1913, el Caire, Egipte - 16 de maig de 2004, Baden bei Wien, Àustria) va ser una cantant, ballarina i actriu d'origen hongarès.

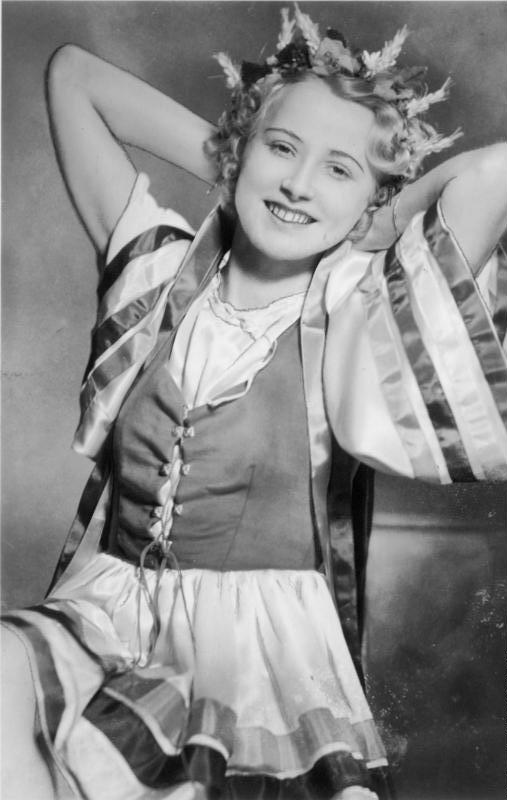
Marika Rökk en la dècada del 1920

## Biografia
Filla d'un arquitecte hongarès la seva infància va transcórrer a Budapest. En 1924 la família va emigrar a París, on després ella ballaria al Moulin Rouge.
Va fer gires pels Estats Units i Anglaterra, on va filmar la seva primera pel·lícula, i finalment es va establir en 1934 a Alemanya, on es va transformar en una de les estrelles favorites del règim nazi al costat de Zarah Leander i altres com Ilse Werner i Brigitte Horney.
La seva pel·lícula Frauen sind doch bessere Diplomaten (Les dones són més bons diplomàtics) va ser la primera pel·lícula alemanya en color. Es va estrenar el 1941, després d'incomptables problemes amb el revelat del color, que van disparar el cost de producció i van obligar a rodar novament moltes escenes. Die Frau meiner Träume (La dona dels meus somnis), estrenada el 1944, amb procediments de revelat més avançats, té alguns números musicals notables. Després de la guerra va continuar mantenint la seva popularitat amb pel·lícules com Maske in Blau.
Es va casar amb el director de cinema Georg Jacoby amb qui va tenir la seva filla Gaby (1944) i després en 1968 amb l'actor Fred Raul.
Al febrer de 2017, el periòdic alemany Bild, recorrent a fonts desclassificades del Servei Federal d'Intel·ligència Alemany, va afirmar que Marika va ser contractada com a agent d'espionatge per part del KGB soviètic durant la Segona Guerra Mundial.

## Premis
- 1948, 1968, 1987, 1990, 1998 – premi Bambi
- 1981 – Deutscher Filmpreis, Premi especial per la seva contribució al cinema alemany
- 1987 – Bayerischer Filmpreis, millor actriu[4]

## Filmografia
- Why Sailors Leave Home (1930)
- Kiss Me Sergeant (1932)
- Csókolj meg, édes! (1932)
- Kísértetek vonata (1933)
- Leichte Kavallerie (1935)
- Heißes Blut (1936)
- Der Bettelstudent (1936)
- Und du mein Schatz fährst mit (1937)
- Karussell (1937)
- Gasparone (1937)
- Eine Nacht im Mai (1938)
- Tanzendes Herz (1939)
- Vadrózsa (1939)
- Es war eine rauschende Ballnacht (1939)
- Hallo Janine! (1939)
- Kora Terry (1940)
- Wunschkonzert (1940)
- Zirkusblut (1940)
- Frauen sind doch bessere Diplomaten (1941)
- Tanz mit dem Kaiser (1941)
- Hab mich lieb (1942)
- Die Frau meiner Träume (1944)
- Fregola (1948)
- Kind der Donau (1950)
- Sensation in San Remo (1951)
- Die Csardasfürstin (1951)
- Maske in Blau (1953)
- Die geschiedene Frau (1953)
- Nachts im grünen Kakadu (1957)
- Das gab's nur einmal (1958)
- Bühne frei für Marika (1958)
- Die Nacht vor der Premiere (1959)
- Mein Mann, das Wirtschaftswunder (1961)
- Heute gehn wir bummeln (1961)
- Hochzeitsnacht im Paradies (1962)
- Die Fledermaus (1962)
- Die Schöngrubers (1972) (sèrie de televisió) (13 episodis)
- Der letzte Walzer (1973)
- Schloß Königswald (1988)